# Engenharia neuromórfica
Engenharia neuromórfica, também conhecida como computação neuromórfica,  é um conceito desenvolvido por Carver Mead no final da década de 1980, descrevendo o uso de sistemas de integração de grande escala ou "VLSI" (em inglês) que contenham circuitos analógicos eletrônicos para imitar as arquiteturas neurobiológicas presentes no sistema nervoso. O termo neuromórfico tem sido usado para descrever sistemas de integração de grande escala analógicos, digitais, sistemas de modo analógico/digital misto e sistemas de software que implementam modelos de sistemas neurais (para percepção, controle motor ou integração multimodal).
A engenharia neuromórfica é um assunto interdisciplinar sustentado pela neurociência, biologia, física, matemática, ciência da computação e engenharia elétrica para projetar sistemas neuronais artificiais, como sistemas de visão, processadores auditivos e robôs autônomos, cuja arquitetura física e princípios de design são baseados nesses sistemas nervosos biológicos.
Em 2019, uma equipe de pesquisa criou uma rede neuromórfica (redes neuromórficas são formadas pela auto-montagem aleatória de nanofios de prata revestidos com uma camada de polímero após a síntese na qual as junções entre dois nanofios atuam como interruptores resistivos, geralmente comparados com neurossinapses). Usando essa rede, os cientistas geraram características elétricas semelhantes às associadas a funções cerebrais de ordem superior exclusivas dos seres humanos, como memorização, aprendizado, esquecimento, alerta e retorno à calma.

## Considerações éticas
Embora o conceito interdisciplinar de engenharia neuromórfica seja relativamente novo, muitas das mesmas considerações éticas se aplicam aos sistemas neuromórficos que se aplicam às máquinas humanas e à inteligência artificial em geral. No entanto, o fato de os sistemas neuromórficos serem projetados para imitar o cérebro humano gera questões éticas únicas em torno de seu uso.

### Preocupações democráticas
Limitações éticas significativas podem ser colocadas na engenharia neuromórfica devido à percepção do público.

### Pessoalidade
À medida que os sistemas neuromórficos se tornam cada vez mais avançados, alguns estudiosos advogam a concessão de direitos de pessoalidade a esses sistemas.

### Posse e direitos de propriedade
Há um debate jurídico significativo sobre direitos de propriedade e inteligência artificial.

## Sistemas neuromemristivos
Os sistemas neuromemristivos são uma subclasse de sistemas de computação neuromórficos que se concentram no uso de memristores para implementar a neuroplasticidade. Enquanto a engenharia neuromórfica se concentra em imitar o comportamento biológico, os sistemas neuromistores se concentram na abstração. Por exemplo, um sistema neuromensivo pode substituir os detalhes do comportamento de um microcircuito cortical por um modelo de rede neural abstrata.
Para circuitos memristivos passivos ideais, é possível derivar um sistema de equações diferenciais para evolução da memória interna do circuito (Caravelli-Traversa-Di Ventra):
{\displaystyle {\frac {d}{dt}}{\vec {W}}=\alpha {\vec {W}}-{\frac {1}{\beta }}(I+\xi \Omega W)^{-1}\Omega {\vec {S}}}
como uma função das propriedades da rede memristive física e as fontes externas. Na equação acima, {\displaystyle \alpha } é a constante da escala de "esquecimento" do tempo , {\displaystyle \xi =r-1} e {\displaystyle r={\frac {R_{\text{off}}}{R_{\text{on}}}}} é a razão dos valores off (desligado) e on (ligado) das resistências limite dos memristors, {\displaystyle {\vec {S}}}  é o vetor das fontes do circuito e {\displaystyle \Omega } é um projetor nos loops fundamentais do circuito. A constante {\displaystyle \beta } tem a dimensão de uma tensão e está associada às propriedades do memristor; sua origem física é a mobilidade da carga no condutor.  A matriz diagonal e o vetor {\displaystyle W=\operatorname {diag} ({\vec {W}})} e {\displaystyle {\vec {W}}}, respectivamente, são o valor interno dos memristores, com valores entre 0 e 1. Essa equação requer, portanto, adicionar restrições extras aos valores da memória para ser confiável.